# Restes de Ca n'Arnand
Les Restes de Ca n'Arnand és un edifici enderrocat del municipi de Castelldefels (Baix Llobregat) que forma part de l'Inventari del Patrimoni Arquitectònic de Catalunya.

## Descripció
A finals del segle XX només quedaven restes de murs dempeus, després que l'any 1981 l'Ajuntament de Castelldefels l'enderroqués, ja que sembla la façana principal suposava un perill.
Pel que sembla estava feta de tàpia i tenia planta baixa, pis i golfes. La porta estava adovellada, amb les llindes i brancals de pedra de marès vermella. El balcó era de forja de ferro, tenia ceràmica i cartel·les fent voluta.

## Història
La llinda d'una finestra portava la data de 1627. El segle xviii era hostal del poble. Sembla que l'Ajuntament tenia el projecte de reconstruir alguns dels elements més significatius que va salvar durant l'enderroc.